# Hellenic Football League
The Hellenic Football League är en engelsk fotbollsliga grundad 1953 som täcker Thames Valley väster om London. Från och med 2004-05 så ligger den på nivå 9 i det engelska ligasystemet och är en matarliga till Southern Football League Division One South & West.
Den har tre divisioner och toppdivisionen heter Hellenic Football League Premier Division de två övriga divisionerna heter Hellenic Football League Division One East och Hellenic Football League Division One West.

## Ligavinnare sedan 2003
| Säsong  | Premier Division   | Division One East    | Division One West   |
| ------- | ------------------ | -------------------- | ------------------- |
| 2002-03 | North Leigh        | Quarry Nomads        | Slimbridge          |
| 2003-04 | Brackley Town      | Wantage Town         | Purton              |
| 2004-05 | Highworth Town     | Eton Wick            | Shrivenham          |
| 2005-06 | Didcot Town        | Hounslow Borough     | Winterbourne United |
| 2006-07 | Slimbridge         | Bisley Sports        | Lydney Town         |
| 2007-08 | North Leigh        | Chalfont Wasps       | Winterbourne United |
| 2008-09 | Hungerford Town    | Binfield             | Hardwicke           |
| 2009-10 | Almondsbury Town   | Thame United         | Slimbridge          |
| 2010-11 | Wantage Town       | Holyport             | Headington Amateurs |
| 2011-12 | Oxford City Nomads | Newbury              | Tytherington Rocks  |
| 2012-13 | Marlow             | Rayners Lane         | Brimscombe & Thrupp |
| 2013-14 | Wantage Town       | Milton United        | Tytherington Rocks  |
| 2014-15 | Flackwell Heath    | Wokingham & Emmbrook | Longlevens AFC      |
| 2015-16 | Kidlington         | Penn & Tylers Green  | Carterton           |
| 2016-17 | Thame United       | Penn & Tylers Green  | Fairford Town       |
| 2017-18 | Thatcham Town      | Virginia Water       | Ardley United       |
| 2018-19 |                    |                      |                     |